# Tapinoma modestum
Tapinoma modestum é uma espécie de formiga do gênero Tapinoma.